# Корнелия Цинилла
Корне́лия Цини́лла, иногда Корнелия Ци́нна Мла́дшая (лат. Cornelia Cinilla; умерла в 69 году до н. э., Рим, Римская республика), — первая жена Гая Юлия Цезаря, мать его единственной дочери Юлии.

## Происхождение
Корнелия была дочерью патриция Луция Корнелия Цинны, занимавшего должность консула последовательно с 87 по 84 годы до н. э., и Аннии.
В своем окружении Корнелия считалась скромной и порядочной дамой, была почитаема за целомудрие и кроткий нрав. 

## Брак
В 84 году до н. э. Корнелия стала супругой юного фламина Юпитера Гая Юлия Цезаря. Вскоре победивший в гражданской войне 83—82 годов до н. э. Луций Корнелий Сулла приказал Юлию Цезарю развестись с женой. Такой же приказ получил и Марк Пупий Пизон, женившийся на вдове Луция Корнелия, Аннии. В отличие от Пизона, Гай Юлий Цезарь ответил отказом; в результате, он был лишён всего состояния, поста фламина, а Корнелия — приданого. Цезарю пришлось уехать в Малую Азию, и вернуться он смог только в 78 году до н. э., когда бессрочный диктатор умер.
В 76 году до н. э. Корнелия родила дочь Юлию. В 69 году она умерла при родах второго ребёнка, который тоже не выжил.

## В культуре
В мини-сериале 2002 года «Юлий Цезарь» роль Корнелии исполнила Даниела Пиацца.
В романах Конна Иггульдена «Врата Рима» и «Гибель царей».